# 自由保守黨
自由保守黨（德語：Freikonservative Partei, FKP）是普魯士和德意志帝國的一個自由保守派政黨，於1866年在普魯士議會的普魯士保守黨中產生。在1871年的德國聯邦選舉中，它作為德意志帝國黨（德語：Deutsche Reichspartei，DRP）參加。 DRP在當時的政治標准上被歸類為中間派或中右派，還提出了“保守進步”的口號。 
自由保守協會於1867年獲得黨派地位，其成員包括德國貴族和易北以東的容克地主階級，如拉蒂博爾公爵維克多和卡爾·魯道夫·弗里登塔爾，工業家和政府官員，如約翰·維克托·布雷特、赫爾曼·馮·哈茨費爾特等。